# 嘉応
嘉応（、旧字体：嘉應）は、日本の元号の一つ。仁安の後、承安の前。1169年から1171年までの期間を指す。この時代の天皇は高倉天皇。

## 改元
- 仁安4年4月8日（ユリウス暦1169年5月6日） 高倉天皇の即位により改元
- 嘉応3年4月21日（ユリウス暦1171年5月27日） 承安に改元

## 嘉応期におきた出来事
- 嘉応2年
  - 藤原秀衡、鎮守府将軍となる。
  - 日本で殿下乗合事件が発生する。

## 西暦との対照表
※は小の月を示す。
| 嘉応元年（己丑） | 一月      | 二月※ | 三月  | 四月※ | 五月    | 六月※ | 七月※ | 八月  | 九月※ | 十月  | 十一月※ | 十二月  |          |
| ---------------- | --------- | ----- | ----- | ----- | ------- | ----- | ----- | ----- | ----- | ----- | ------- | ------- | -------- |
| ユリウス暦       | 1169/1/30 | 3/1   | 3/30  | 4/29  | 5/28    | 6/27  | 7/26  | 8/24  | 9/23  | 10/22 | 11/21   | 12/20   |          |
| 嘉応二年（庚寅） | 一月      | 二月  | 三月※ | 四月  | 閏四月※ | 五月  | 六月※ | 七月※ | 八月  | 九月※ | 十月    | 十一月※ | 十二月   |
| ユリウス暦       | 1170/1/19 | 2/18  | 3/20  | 4/18  | 5/18    | 6/16  | 7/16  | 8/14  | 9/12  | 10/12 | 11/10   | 12/10   | 1171/1/8 |
| 嘉応三年（辛卯） | 一月      | 二月※ | 三月  | 四月  | 五月※   | 六月※ | 七月  | 八月※ | 九月  | 十月※ | 十一月  | 十二月※ |          |
| ユリウス暦       | 1171/2/7  | 3/9   | 4/7   | 5/7   | 6/6     | 7/5   | 8/3   | 9/2   | 10/1  | 10/31 | 11/29   | 12/29   |          |